# Campionato polacco di calcio
Il campionato di calcio polacco, sotto l'egida della PZPN, la Federazione calcistica della Polonia, consta di almeno 9 livelli (in alcuni voivodati se ne hanno 7 oppure 8) ed ha come prima divisione la Ekstraklasa, il maggiore torneo calcistico della Polonia.

## Struttura
| Livello | Lega | Lega | Lega | Lega | Lega | Lega | Lega | Lega |
| ------- | --- | --- | --- | --- | --- | --- | --- | --- |
| 1       | Ekstraklasa (18 squadre) ↓ 3 squadre | Ekstraklasa (18 squadre) ↓ 3 squadre | Ekstraklasa (18 squadre) ↓ 3 squadre | Ekstraklasa (18 squadre) ↓ 3 squadre | Ekstraklasa (18 squadre) ↓ 3 squadre | Ekstraklasa (18 squadre) ↓ 3 squadre | Ekstraklasa (18 squadre) ↓ 3 squadre | Ekstraklasa (18 squadre) ↓ 3 squadre |
| 2       | I liga (18 squadre) ↑ 3 squadre ↓ 3 squadre | I liga (18 squadre) ↑ 3 squadre ↓ 3 squadre | I liga (18 squadre) ↑ 3 squadre ↓ 3 squadre | I liga (18 squadre) ↑ 3 squadre ↓ 3 squadre | I liga (18 squadre) ↑ 3 squadre ↓ 3 squadre | I liga (18 squadre) ↑ 3 squadre ↓ 3 squadre | I liga (18 squadre) ↑ 3 squadre ↓ 3 squadre | I liga (18 squadre) ↑ 3 squadre ↓ 3 squadre |
| 3       | II liga (18 squadre) ↑ 3 squadre ↓ 4 squadre | II liga (18 squadre) ↑ 3 squadre ↓ 4 squadre | II liga (18 squadre) ↑ 3 squadre ↓ 4 squadre | II liga (18 squadre) ↑ 3 squadre ↓ 4 squadre | II liga (18 squadre) ↑ 3 squadre ↓ 4 squadre | II liga (18 squadre) ↑ 3 squadre ↓ 4 squadre | II liga (18 squadre) ↑ 3 squadre ↓ 4 squadre | II liga (18 squadre) ↑ 3 squadre ↓ 4 squadre |
| 4       | III liga Gruppo I (19 squadre) ↑ 1 squadra Łódź, Masovia, Podlachia, Varmia-Masuria                                                                             | III liga Gruppo I (19 squadre) ↑ 1 squadra Łódź, Masovia, Podlachia, Varmia-Masuria                                                                             | III liga Gruppo II (18 squadre) ↑ 1 squadra Cuiavia-Pomerania, Grande Polonia, Pomerania, Pomerania Occidentale                                                 | III liga Gruppo II (18 squadre) ↑ 1 squadra Cuiavia-Pomerania, Grande Polonia, Pomerania, Pomerania Occidentale                                                 | III liga Gruppo III (18 squadre) ↑ 1 squadra Bassa Slesia, Lubusz, Opole, Slesia                                                                                | III liga Gruppo III (18 squadre) ↑ 1 squadra Bassa Slesia, Lubusz, Opole, Slesia                                                                                | III liga Gruppo IV (18 squadre) ↑ 1 squadra Lublino, Piccola Polonia, Precarpazi, Santacroce                                                                    | III liga Gruppo IV (18 squadre) ↑ 1 squadra Lublino, Piccola Polonia, Precarpazi, Santacroce                                                                    |
| 5       | IV liga 20 gruppi (337 squadre) ↑ 16 squadre Un gruppo per ogni voivodato Nei voivodati Masovia, Piccola Polonia, Bassa Slesia, Slesia sono presenti due gruppi | IV liga 20 gruppi (337 squadre) ↑ 16 squadre Un gruppo per ogni voivodato Nei voivodati Masovia, Piccola Polonia, Bassa Slesia, Slesia sono presenti due gruppi | IV liga 20 gruppi (337 squadre) ↑ 16 squadre Un gruppo per ogni voivodato Nei voivodati Masovia, Piccola Polonia, Bassa Slesia, Slesia sono presenti due gruppi | IV liga 20 gruppi (337 squadre) ↑ 16 squadre Un gruppo per ogni voivodato Nei voivodati Masovia, Piccola Polonia, Bassa Slesia, Slesia sono presenti due gruppi | IV liga 20 gruppi (337 squadre) ↑ 16 squadre Un gruppo per ogni voivodato Nei voivodati Masovia, Piccola Polonia, Bassa Slesia, Slesia sono presenti due gruppi | IV liga 20 gruppi (337 squadre) ↑ 16 squadre Un gruppo per ogni voivodato Nei voivodati Masovia, Piccola Polonia, Bassa Slesia, Slesia sono presenti due gruppi | IV liga 20 gruppi (337 squadre) ↑ 16 squadre Un gruppo per ogni voivodato Nei voivodati Masovia, Piccola Polonia, Bassa Slesia, Slesia sono presenti due gruppi | IV liga 20 gruppi (337 squadre) ↑ 16 squadre Un gruppo per ogni voivodato Nei voivodati Masovia, Piccola Polonia, Bassa Slesia, Slesia sono presenti due gruppi |
| 6       | V liga 3 gruppi Grande Polonia | V liga 3 gruppi Grande Polonia | V liga 3 gruppi Grande Polonia | V liga 3 gruppi Grande Polonia | Liga okręgowa 55 gruppi 15 voivodati | Liga okręgowa 55 gruppi 15 voivodati | Liga okręgowa 55 gruppi 15 voivodati | Liga okręgowa 55 gruppi 15 voivodati |
| 7       | Liga okręgowa 6 gruppi Grande Polonia | Liga okręgowa 6 gruppi Grande Polonia | Liga okręgowa 6 gruppi Grande Polonia | Liga okręgowa 6 gruppi Grande Polonia | Klasa A 124 gruppi 15 voivodati | Klasa A 124 gruppi 15 voivodati | Klasa A 124 gruppi 15 voivodati | Klasa A 124 gruppi 15 voivodati |
| 8       | Klasa A 9 gruppi Grande Polonia | Klasa A 9 gruppi Grande Polonia | Klasa A 9 gruppi Grande Polonia | Klasa A 9 gruppi Grande Polonia | Klasa B 154 gruppi 14 voivodati | Klasa B 154 gruppi 14 voivodati | Klasa B 154 gruppi 14 voivodati | Klasa B 154 gruppi 14 voivodati |
| 9       | Klasa B 11 gruppi Grande Polonia | Klasa B 11 gruppi Grande Polonia | Klasa B 11 gruppi Grande Polonia | Klasa B 11 gruppi Grande Polonia | Klasa C 9 gruppi 3 voivodati | Klasa C 9 gruppi 3 voivodati | Klasa C 9 gruppi 3 voivodati | Klasa C 9 gruppi 3 voivodati |